# نمط الوسيط
نمط الوسيط (بالإنجليزية: broker pattern)‏ هو نمط معماري  يمكن استخدامه لهيكلة أنظمة البرامج الموزعة مع مكونات منفصلة تتفاعل من خلال استدعاءات الإجراءات عن بعد . يعتبر مكون الوسيط مسؤولاً عن تنسيق الاتصال، مثل طلبات إعادة التوجيه ، بالإضافة إلى إرسال النتائج والاستثناءات .

## سياق
- نظام يتكون من كائنات بعيدة متعددة تتفاعل بشكل متزامن أو غير متزامن.
- بيئة غير متجانسة.

## الدافع
- عادة، هناك حاجة إلى مرونة كبيرة وقابلية للصيانة وقابلية للتغيير عند تطوير التطبيقات.
- يتم تقليل قابلية التوسع.
- تعقيدات الشبكات المتأصلة مثل المخاوف الأمنية والفشل الجزئي وما إلى ذلك.[3]
- تنوع الشبكات في البروتوكولات وأنظمة التشغيل والأجهزة.

## حل
فصل وظائف اتصال النظام عن وظائف التطبيق الرئيسية من خلال توفير وسيط يعزل المخاوف المتعلقة بالاتصال .